# The Maggot
The Maggot è il decimo album dei Melvins, pubblicato nel 1999 dalla Ipecac Recordings. Questo album è il primo di una trilogia che comprende anche i successivi The Bootlicker (1999) e The Crybaby (2000). La trilogia verrà stampata in vinile nel 2000 con il titolo The Trilogy Vinyl.

## Formazione
- Buzz Osborne - voce, chitarra, basso
- Kevin Rutmanis - basso
- Dale Crover - batteria, chitarra, voce

## Tracce
1. amazon (Osborne) - 0:50
2. amazon (Osborne) - 0:51
3. AMAZON (Osborne) - 2:50
4. AMAZON (Osborne) - 2:53
5. we all love JUDY (Osborne) - 1:14
6. we all love JUDY (Osborne) - 1:17
7. manky (Osborne) - 3:41
8. manky (Osborne) - 3:45
9. the green manalishi (with the two pronged crown) (Peter Green) - 3:27
10. the green manalishi (with the two pronged crown) (Peter Green) - 3:27
11. the horn bearer (Osborne) - 1:12
12. the horn bearer (Osborne) - 1:15
13. judy (Osborne) - 1:17
14. judy (Osborne) - 1:18
15. see how pretty, see how smart (Osborne) - 4:29
16. see how pretty, see how smart (Osborne) - 6:04